# Bjørnevatn
Bjørnevatn és una vila pertanyent administrativament al municipi de Sør-Varanger, al comtat noruec de Finnmark. Compta amb un parell de suburbis: Hesseng al nord i Sandnes a l'oest. Es troba a uns 8 quilòmetres al sud del poble de Kirkenes i uns 3,8 quilòmetres a l'oest de la frontera amb Rússia. Té 2.503 habitants i una superfície de 1.79 km². I per tant, una densitat de població de 1.398 per km².

## Les mines
La base rocosa de Bjørnevatn forma part de la formació muntanyosa de l'est de Finnmark, Øst-Finnmarks grunnfjellsområde, que consta de dues diferents bases rocoses més, la de Jarfjordgneis i la de Petsamo.
Els dipòsits de mineral de ferro es van descobrir a la zona durant el 1868. Però la producció dels minerals de ferro no es va comercialitzar fins al 1910.
Les mines de ferro de Sydvaranger estan situades al sud de Bjørnevatn. La línia ferroviària Kirkenes-Bjørnevatn, és una petita línia que té recorregut des de les mines fins a arribar al port de Kirkenes. Mai ha estat utilitzada com a transport de persones, el seu ús ha estat destinat exclusivament a transportar mercaderies cap i des de la mina. Avui en dia, l'únic transport públic que enllaça les dues poblacions és l'autobús.
El poble solia estar situat a prop de les costes del llac de Bjørnevatnet, però el llac es va buidar el 1958 per poder extreure el mineral de ferro que hi havia sota el llac.

## El paper de les mines a la Segona Guerra Mundial: refugi antiaeri
Durant la Segona Guerra Mundial, l'est de Finnmark va ser un gran objectiu militar degut a la proximitat amb la frontera russa. Tant Vardø com Vadsø van ser atacades, però sens dubte, la població de Kirkenes va ser la que se'n va endur la pitjor part.
Kirkenes, el poble veí de Bjørnevatn, va ser ocupat per les forces alemanyes el juny del 1940, ja que era un punt perfectament estratègic per l'exèrcit alemany per invadir la Unió Soviètica entrant per Murmansk. Els bombardejos varen ser molt freqüents, concretament el poble va ser bombardejat 328 vegades. Kirkenes es va convertir en la segona població europea més bombardejada durant la Segona Guerra Mundial, després de la Valletta a Malta.
Abans de l'esclat de la guerra no hi havia refugis a la zona, és per això que s'utilitzaven les mines de Bjørnevatn com a alternativa. Tot i així, el centre del poble i els punts circumdants es trobaven a una llarga distància de les mines, és per això que va urgir la necessitat de construir un refugi més central. Anders Elvebakk va ser el líder de l'excavació, és per això que la cova es va anomenar Andersgrotta, en honor de la feina que hi va dedicar aquest enginyer. El refugi va ser prou espaiós per encabir-hi 2.500 persones.
El pitjor atac va tenir lloc el 4 de juliol de 1944 amb 70 avions que van bombardejar la zona amb explosius i bombes de fòsfor. Això va crear una tempesta d'incendis que va destruir unes 170 cases. Després d'aquest atac, molts van optar per abandonar casa seva. A l'octubre de 1944 els alemanys van retirar-se i van cremar tot el que quedava, només va poder sobreviure al foc una construcció prop de l'aeroport de Høybuktmoen.
El 25 d'octubre de 1944, Kirkenes va ser la primera població de Noruega en ser alliberada per l'Exèrcit Roig. La població local que encara restava refugiada sota les mines i l'Andersgrotta van poder sortir sense perill, en total unes 4.000 persones. Els soldats russos van dur-los menjar, és per això que van ser rebuts com a herois per part dels noruecs. En honor d'ells, el 1951 van erigir el monument "El soldat valent de l'Exèrcit Roig", que es troba a la cantonada de la cova de l'Andersgrotta.